# Lektion 1 (album)
Lektion #1 er det første studiealbum fra det københavnske DJ-kollektiv Den Sorte Skole. Pladen udkom i 2006, og består af 74 plader der er parret ved hjælp af 4 decks og 3 mixere på 57 minutter. Dette har været med til at skabe opmærksomhed om DJ-kollektivet og Lektion #1 er i flere trykte medier og på diverse Hip Hop fora blevet fremhævet som den bedste danske hiphopudgivelse i 2006.

## Trackliste
01.

Billie Holiday – Strange Fruit

02.

Blockhead – Insomniac Olympics

Visionaries – Audible Angels (Acapella)

RJD2 – De l’alouette (Acapella)

Jurassic 5 – Quality Control (Acapella)

03.

NBTB / Ashtiani & Baltzer – Soundstepping

Pharcyde – Passin’ Me By (Acapella)

04.

DJ Format – Little Bit of Soul

Janis Joplin – Mercedes Benz (Acapella)

Nostalgia 77 – Seven Nation Army (Acapella)

05.

Bjørn Svin – Mer' Strøm

Malk de Koijn – Å Åå Mæio (Acapella)

Company Flow 89' – Detrimental

06.

Analogik – Special Vacation

Wutang Clan – Tearz

Blackmoon – How Many Emcee’s (Acapella)

Promoe – Positive & Negative

07.

Promoe – Positive & Negative (Instrumental)

Mos Def – Ms Fat Booty (Acapella)

Melk – Rookies on Tracks

Common – Carhorn (Acapella)

08.

Hip Hop on the Moon – Gladiators on the Fader

Reflection – Eternal Good Mourning (Acapella)

The Gladiators – Hearsay & The Gladiators – Looks is Deceiving

09.

Jeru The Damaja – Me or the Papes (Remix) Instrumental

Neil Young – Heart of Gold

Blue Foundation – As I Moved On

10.

RZA – Ghost Dog Theme

Duke Ellington – It’s Freedom

11.

Ayatollah vs Lacrate – The Milkcrate Anthem

DJ Embee – Stay Up Late

Masta Ace – The INC Ride (Acapella)

RJD2 – Here’s What's Left

12.

J-Walk – Soul Vibration

Genius/GZA – Liquid Swords

Bonobo – Sugar Rhyme

Bob Dylan – North Country Blues

Sukia – The Dream Machine (Remix)

Reflection – Eternal Good Mourning(Acapella)

Blendcrafters – Melody (Remix)(Acapella)

13.

Melanie – People in the Front Row

Nirvana – Unplugged Applause

Peanut Butter Wolf – Apple Juice Break

14.

Aristocats – Hvem vil ikke gerne være kat

15.

Mau Maus – Blak iz Blak (Instrumental)

JayDee – Fuck the Police (Intro)(Instrumental)

Roots Manuva – Join the Dots (Instrumental)

Roots Manuva – Witness Dub

Cornstick ft. Pharfar – Puff Puff Pass (Acapella)

Bikstok Røgsystem – Penge på Græs (Acapella)

16.

NBTB/Tue Track – Track's Having a Baby

Gang Starr – Dwyck (Acapella)

Roots Manuva – Witness Dub

17.

Rakim – Guess Who's Back (Acapella)

Rakim – Guess Who's Back (Instrumental)

KRS-One – Step Into a World

Group Home – Livin’ Proof

Mobb Deep – Shook Ones pt. II (Acapella)

18.

Track 72 – Rockin’

Gorillaz – Dirty Harry (Acapella)

DJ Shadow – Live Napalm Brain/Scatter Brain

19.

Africa Bambataa – Looking for a Perfect Beat